# Mezinárodní filmový festival Karlovy Vary
Mezinárodní filmový festival Karlovy Vary (zkratka MFF KV, anglicky KVIFF) je největší filmový festival v České republice zařazený do kategorie A (tj. nespecializovaný festival se soutěží celovečerních hraných filmů) spolu s festivaly v Cannes, Berlíně, Benátkách nebo Tokiu. V Evropě představuje druhý nejstarší festival za filmovou přehlídkou v Benátkách a je považován za nejdůležitější filmový festival ve střední a východní Evropě. Prezidentem festivalu byl v letech 1994 až 2025 Jiří Bartoška, in memoriam jím zůstává i po svém skonu. Na záchraně festivalu po sametové revoluci se s ním podílela umělecká ředitelka festivalu Eva Zaoralová.
Koná se tradičně začátkem července a hlavním ústředím je Hotel Thermal v Karlových Varech v Karlovarském kraji. Každý rok je na festivalu promítáno více než 180 celovečerních filmů a několik desítek krátkých filmů z celého světa. V letech 2016-2017 se prodalo okolo 130 tisíc lístků (podobně jako na festivalu v Locarnu). 

## Historie

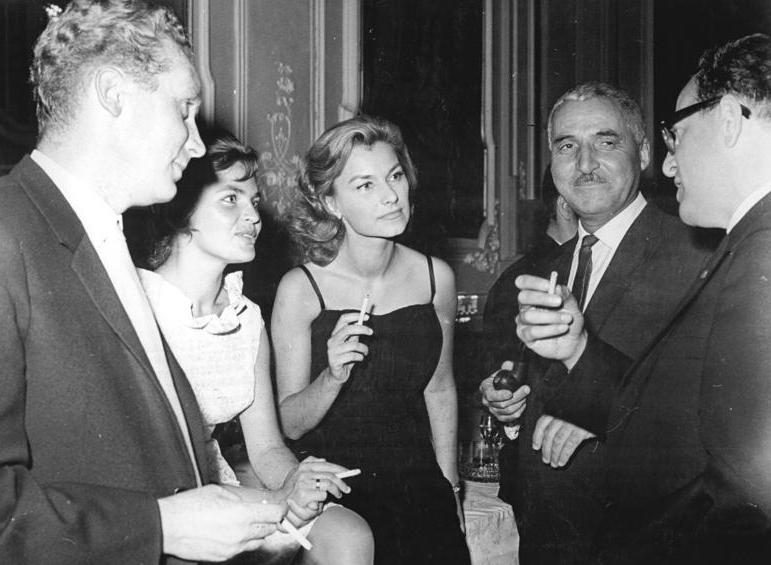
Mezinárodní filmový festival 1964

Snahy o vytvoření tradice mezinárodního filmového festivalu se objevily těsně po skončení druhé světové války. Západočeská lázeňská centra přitom měla pro tento účel nejen dostatečné dopravní spojení, ale i velký počet vhodných hotelů s tradicí zahraničních návštěvníků.
První ročník se uskutečnil ve dnech 1.–15. srpna 1946, ovšem v Mariánských Lázních. Pouze některé z filmů byly k vidění též v Karlových Varech. Zúčastnilo se jej celkem 7 států a diváci mohli zhlédnout 13 dlouhých a 18 krátkých filmů. Jednalo se však jen o nesoutěžní přehlídku.
Také druhý mezinárodní filmový festival v Československu byl nesoutěžní. Konal se opět v Mariánských Lázních, ve dnech 2.– 6. srpna 1947. Zúčastnilo se jej 9 států, promítáno bylo 12 filmů celovečerních a 44 krátkých.
Třetí ročník festivalu byl již soutěžní, tehdy byla poprvé udělena cena Křišťálový glóbus. Přehlídka se konala ve dnech 17. července – 2. srpna 1948 za účasti 16 států. Čtvrtý ročník, konaný ve dnech 23. července – 7. srpna 1949, probíhal naposledy v Mariánských Lázních. V následujícím roce se přesunul natrvalo do Karlových Varů, které měly jako krajské město k pořádání této náročné akce vhodnější podmínky.
V padesátých letech festival utrpěl nutným budovatelským zaměřením, které s sebou neslo i navýšení počtu udělovaných cen, neboť se muselo dostat na každý zasloužilý snímek z bratrských států. Kromě Velké ceny byla udělována též cena míru a cena práce. V roce 1956 byl festival zařazen organizací FIAPF do kategorie A (do společnosti festivalů jako Cannes, Berlín či Benátky), avšak vzhledem ke konání MFF v Moskvě bylo rozhodnuto konat oba festivaly střídavě, což platilo až do konce osmdesátých let. 
Po sametové revoluci prožíval festival nejtěžší chvíle, než se v roce 1994 jeho organizace ujali Jiří Bartoška a Eva Zaoralová. Pod jejich vedením se karlovarská přehlídka filmů stala nejvýznamnějším festivalem v bývalém „východním bloku“. Od roku 1994 je festival pořádán opět každoročně a pravidelně se na něm objevují světoví filmoví tvůrci. Jiří Bartoška, který na festival poprvé přijel v roce 1969, byl jeho prezidentem v letech 1994–2025.
V roce 2011 Bartoška uvedl, že rozpočet festivalu je 135 miliónů korun a „z toho stát přispívá 30 miliony, Karlovy Vary osmi miliony a kraj třemi miliony korun.“ Zbytek financí poskytují partneři, například firma ČEZ. Jedním z hlavních partnerů festivalu je pivovar Lobkowicz, který od roku 2015 do roku 2020 vlastnila čínská společnost CEFC. Pořádající společnost Film Servis Festival Karlovy Vary, ve vlastnictví Bartošky, dosáhla v roce 2015 čistého zisku 7 milionů korun.

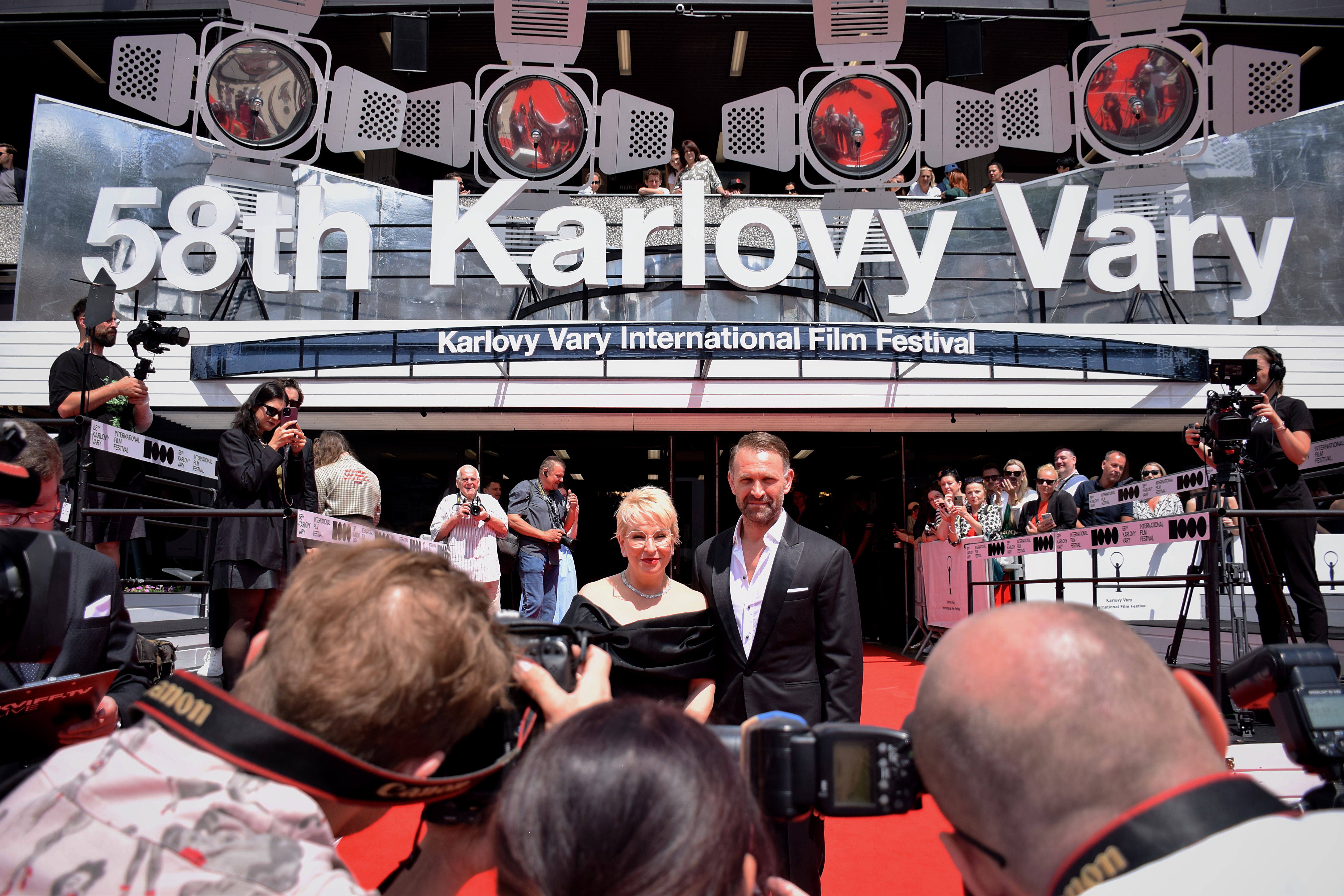
Červený koberec u vstupu na MFF KV 2024

Festival sponzorsky podporuje Česká zbrojovka, což vyvolalo kritiku a protesty některých filmových tvůrců, protože Česká zbrojovka v minulosti prodávala zbraně nedemokratickým režimům jako byla vojenská junta v Egyptě. Partnerem festivalu je také zbrojařský holding Czechoslovak Group, který vyváží vojenskou techniku i do Saúdské Arábie.
MFF Karlovy Vary 2020 se měl konat z důvodu pandemie covidu-19 netradičně v listopadu, později však byl zrušen úplně.

## Sekce

### Soutěžní
Soutěžit mohou pouze filmy, které byly vyrobeny po 1. lednu předcházejícího roku (tedy např. festivalu v roce 2025 se mohou účastnit jen filmy vzniklé po 1. lednu 2024) a které doposud nebyly uvedeny mimo zemi svého původu.
Hlavní soutěž
Hlavní sekce festivalu, filmům z této sekce jsou udělovány hlavní ceny – (Křišťálový glóbus, Zvláštní cena poroty, ceny za režii a za herecké výkony).
Na východ od Západu
Sekce určená filmům ze zemí bývalého Východního bloku. Nejlepší film získává Cenu Na východ od Západu.
Soutěž dokumentárních filmů
Sekce určená dokumentárním filmům. Uděluje se Cena nejlepšímu dokumentárnímu filmu nad 60 minut.

### Ostatní
Kromě soutěžních sekcí jsou součástí festivalu i nesoutěžní sekce, jejichž cílem je přiblížit návštěvníkům současnost i minulost světové i domácí kinematografie.
České filmy
Výběr českých filmů natočených za uplynulý rok.
Horizonty
Přehlídka současné světové produkce, oceněné snímky z jiných festivalů.
Imagina
Filmy s nekonvenčním přístupem k naraci i stylu, osobité a radikální vize filmového jazyka.
Jiný pohled
Sekce určená filmům s neobvyklým uměleckým ztvárněním.
Návraty k pramenům
Filmy klasické, kultovní, raritní i neprávem opomíjené, promítané z původních či restaurovaných kopií.
První podání
Deset mladých evropských režisérů nastupující generace představuje své studentské filmy.
Půlnoční filmy
Výběr nejnovějších titulů vycházejících z tradice hororu či akčního filmu, které žánr nahlížejí z čerstvých, často humorných perspektiv.
Pocty, tematické přehlídky a retrospektivy
Tematicky zaměřená sekce představuje například filmy vybraného režiséra či filmy na určité téma.

## Udělované ceny
V rámci filmového festivalu jsou udělovány tyto ceny:
- Velká cena Křišťálový glóbus pro nejlepší film
- Zvláštní cena poroty
- Cena za režii
- Cena za mimořádný umělecký přínos světové kinematografii
- Cena za nejlepší mužský herecký výkon
- Cena za nejlepší ženský herecký výkon
- Zvláštní uznání
- Cena za nejlepší dokumentární film nad 60 minut
- Zvláštní uznání poroty
- Cena Na východ od Západu
- Divácká cena deníku Právo
- Cena prezidenta MFF Karlovy Vary
- Cena mezinárodní filmové kritiky (FIPRESCI)
- Cena ekumenické poroty
- Europa Cinemas Label

## Křišťálový glóbus – vítězové velké ceny
Křišťálový glóbus je hlavní cena pro nejlepší film soutěžní sekce.
Vítězné filmy předešlých ročníků:
- 2019 Otec – režie Kristina Grozeva a Petar Valchanov[14]
- 2021 Strahinja – režie Stefan Arsenijević[15]
- 2022 Nadějné léto –  režie Sadaf Foroughi[16]
- 2023 Blažiny lekce – režie Stephan Komandarev[17]
- 2024 Náhlý záblesk hlubších věcí – režie Mark Cousins[18]
- 2025 Raději zešílet v divočině – režie Miro Remo[19]

## Prezidenti festivalu
| Prezident festivalu | období                          |
| ------------------- | ------------------------------- |
| Jiří Bartoška       | 1994–2025, následně in memoriam |

## Festivaloví hosté
- 1946: Nikolaj Čerkasov, Ljubov Orlovová, Rita Hayworthová
- 1956: Luis Buñuel, Alberto Cavalcanti
- 1960: Waltraut Haas, Irina Skobtseva, Mari Törőcsiková
- 1962: Shirley MacLaine, Frank Capra, Bernard Blier
- 1964: Claudia Cardinalová, Henry Fonda , Gérard Barray
- 1966: Olga Schoberová, Ján Kadár
- 1968: Tony Curtis, Pierre Brice
- 1970: Ken Loach
- 1972: Daniil Chrabrovickij
- 1974: Andrej Končalovskij
- 1976: Humberto Solás
- 1978: Stanislav Rostockij
- 1982: Franco Nero
- 1984: Monica Vittiová, Sergej Gerasimov
- 1986: Giulietta Masina
- 1988: Bernardo Bertolucci, Jin Xie
- 1990: Annette Beningová, Robert De Niro, Miloš Forman, Vojtěch Jasný, Maximilian Schell, Shirley Temple-Blacková
- 1992: Ethan a Joel Coenovi, Jason Connery, Aki Kaurismäki, Ken Loach, Agnieszka Holland
- 1994: Leonardo DiCaprio, Max von Sydow, Philippe Noiret
- 1995: Peter O'Toole, Friðrik Þór Friðriksson, Mia Farrowová, Mika Kaurismäki, Gina Lollobrigida
- 1996: Alan Alda, Whoopi Goldbergová, Gregory Peck, Ivan Passer, Pierre Richard
- 1997: Miloš Forman, Ivan Passer, Salma Hayeková, Nikita Michalkov, Steve Buscemi
- 1998: Michael Douglas, Ornella Muti, Saul Zaentz, Terry Jones
- 1999: Woody Harrelson, Lukas Moodysson, Nikita Michalkov
- 2000: Woody Harrelson, Edward Norton, Fridrik Thór Fridriksson
- 2001: Scarlett Johanssonová, Nastassja Kinski, Oleg Taktarov, Thora Birchová
- 2002: Kim Ki-duk, Keira Knightleyová, István Szabó, Michael York
- 2003: William Forsythe, Kim Ki-duk, Udo Kier, Morgan Freeman
- 2004: Elijah Wood, John Cleese, Jacqueline Bisset, Bernard Hill, Harvey Keitel, Guillermo Jimenez Díaz, Roman Polański, Max Riemelt
- 2005: Sharon Stoneová, Alexander Payne, Gael García Bernal, Robert Redford, Liv Ullmannová, Matt Dillon
- 2006: Andy García, Terry Gilliam, Kim Ki-duk, Danny Trejo
- 2007: Renée Zellweger, Danny DeVito, Ellen Page, Tom DiCillo
- 2008: Robert De Niro, Les Blank, Kim Bodnia, Saffron Burrowsová[20]
- 2009: John Malkovich, Antonio Banderas, Isabelle Huppertová
- 2010: Jude Law, Nikita Michalkov, Kevin Macdonald, Scott Cooper
- 2011: Judi Denchová, John Malkovich, John Turturro, Cary Joji Fukunaga, Sasson Gabai, Remo Girone
- 2012: Helen Mirrenová, Richard Peña, István Szabó, Susan Sarandonová, Helena Třeštíková, Marek Najbrt
- 2013: John Travolta, Oliver Stone, F. Murray Abraham,Valeria Golinová, Agnieszka Holland, Lou Castel, Jerry Schatzberg, Michel Gondry, Dario Argento
- 2014: Mel Gibson, Michael Pitt, Jake Hoffman, Franco Nero, Fanny Ardant, Laura Dernová, Mike Cahill, Astrid Bergès-Frisbey, Asia Argento
- 2015: Richard Gere, Harvey Keitel, George A. Romero, Jamie Dornan, Sean Ellis, Jena Malone, Ryan Fleck, Udo Kier, Ben Mendelsohn, Alba Rohrwacher
- 2016: Jean Reno, Willem Dafoe, Charlie Kaufman, Jamie Dornan, Sean Ellis[21]
- 2017: Uma Thurman, Casey Affleck, Jeremy Renner, James Newton Howard[22][23]
- 2018: Robert Pattinson, Tim Robbins, Terry Gilliam, Anna Paquin, Barry Levinson[24]
- 2019: Julianne Moore, Casey Affleck, Patricia Clarksonová, Billy Crudup[25]
- 2021: Johnny Depp, Michael Caine, Ethan Hawke
- 2022: Benicio del Toro, Geoffrey Rush, Liev Schreiber, Patricia Clarksonová[26]
- 2023: Russell Crowe, Ewan McGregor, Alicia Vikander, Robin Wrightová, Patricia Clarksonová, Michael Fassbender, Mary Elizabeth Winsteadová, Christine Vachon[27]
- 2024: Viggo Mortensen, Clive Owen, Daniel Brühl, Steven Soderbergh, Geoffrey Rush[28]
- 2025: Michael Douglas, Vicky Krieps, Peter Sarsgaard, Dakota Johnson, Stellan Skarsgård, Agnieszka Holland

## Filmoví a televizní moderátoři
- Miroslav Horníček
- Marek Eben – od 1996